# Базна (комуна)
Базна (рум. Bazna) — комуна у повіті Сібіу в Румунії. До складу комуни входять такі села (дані про населення за 2002 рік):
- Базна (1727 осіб) — адміністративний центр комуни
- Боян (1557 осіб)
- Велц (627 осіб)

Комуна розташована на відстані 241 км на північний захід від Бухареста, 47 км на північ від Сібіу, 82 км на південний схід від Клуж-Напоки, 119 км на північний захід від Брашова.

## Населення
За даними перепису населення 2002 року у комуні проживали 3911 осіб.
Національний склад населення комуни:
| Національність | Кількість осіб | Відсоток |
| -------------- | -------------- | -------- |
| румуни         | 2576           | 65,9%    |
| цигани         | 1170           | 29,9%    |
| угорці         | 136            | 3,5%     |
| німці          | 26             | 0,7%     |

Рідною мовою назвали:
| Мова      | Кількість осіб | Відсоток |
| --------- | -------------- | -------- |
| румунська | 3433           | 87,8%    |
| циганська | 325            | 8,3%     |
| угорська  | 124            | 3,2%     |
| німецька  | 26             | 0,7%     |

Склад населення комуни за віросповіданням:
| Релігія                                       | Кількість осіб | Відсоток |
| --------------------------------------------- | -------------- | -------- |
| православні                                   | 3386           | 86,6%    |
| греко-католики                                | 157            | 4,0%     |
| п'ятдесятники                                 | 139            | 3,6%     |
| реформати                                     | 87             | 2,2%     |
| баптисти                                      | 54             | 1,4%     |
| лютерани (Синодально-пресвітеріанська церква) | 32             | 0,8%     |
| бретрени                                      | 22             | 0,6%     |
| адвентисти                                    | 13             | 0,3%     |
| римо-католики                                 | 10             | 0,3%     |
| лютерани (Аугсбурзького сповідання)           | 5              | 0,1%     |
| лютерани                                      | 2              | 0,1%     |
| не релігійні                                  | 1              | < 0,1%   |